# Hans van den Bergh

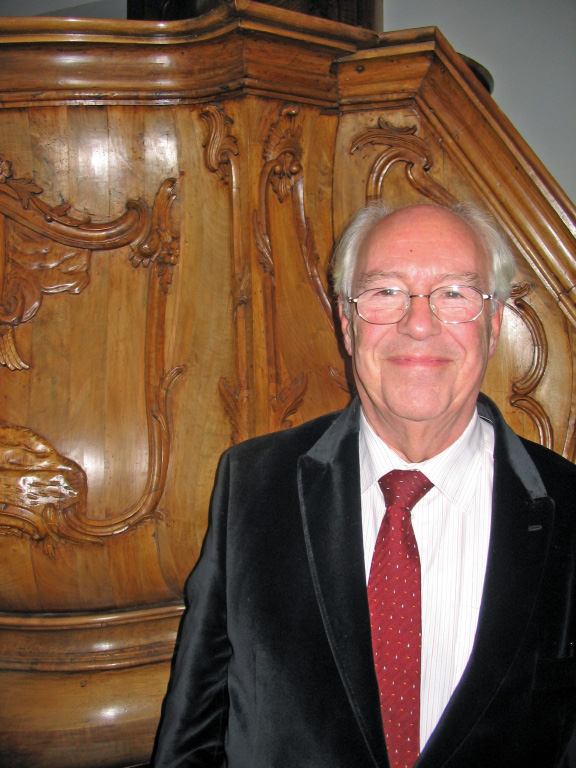
Hans van den Bergh

Hans van den Bergh (Amsterdam, 3 december 1932 – aldaar, 21 oktober 2011) was een Nederlands literatuur- en toneelwetenschapper en tevens publicist en toneelrecensent.

## Levensloop

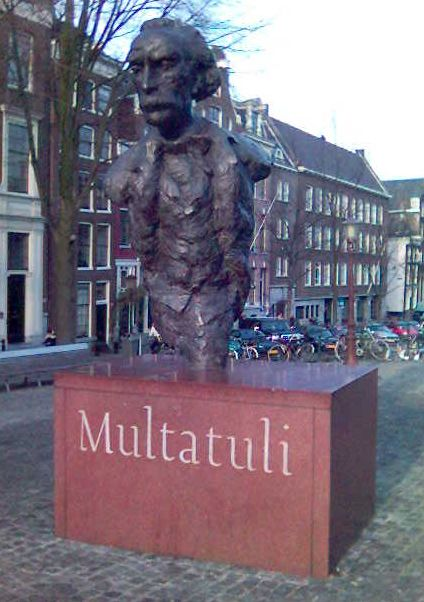
Op instigatie van uitgever Geert van Oorschot geplaatste Multatuli-buste van Hans Bayens op de Torensluis in Amsterdam, onthuld door koningin Beatrix in 1987.

Van den Bergh werd geboren als een van de zes zonen uit het tweede huwelijk van de Amsterdamse hoogleraar George van den Bergh, zoon van Samuel van den Bergh, een van de grondleggers van Unilever. Hij doorliep in Amsterdam het Barlaeus Gymnasium en studeerde daarna Nederlandse en Franse letterkunde aan de Universiteit van Amsterdam. In zijn studententijd richtte hij het Amsterdams Studenten Cabaret op, dat regelmatig optrad in Hypokriterion (nu Studio K.). Tevens was hij, net als zijn vader George ruim veertig jaar eerder, redacteur van het studentenweekblad Propria Cures. In de jaren zestig leverde hij bijdragen aan het satirische televisieprogramma Zo is het toevallig ook nog eens een keer van de VARA.
Van 1957 tot 1969 was Van den Bergh leraar Frans en Nederlands in Amsterdam, onder meer aan het Vondelgymnasium. Hij promoveerde in 1972 aan de Universiteit Utrecht op het proefschrift Konstanten in de komedie: een onderzoek naar komische werking en ervaring. Hij was van 1969 tot 1982 als wetenschappelijk (hoofd)medewerker moderne Nederlandse letterkunde werkzaam aan de Universiteit van Amsterdam en vanaf 1982 als hoogleraar cultuurwetenschappen aan de Open Universiteit te Heerlen.
Van den Bergh publiceerde boeken over komische werking in toneelstukken, dramatheorie en algemene literatuurwetenschap. Hij leverde bijdragen aan literaire bladen als Hollands Maandblad, De Revisor, Tirade en De Gids, met name over Multatuli en J.A. dèr Mouw.
Hij volgde Garmt Stuiveling na diens dood in 1985 op als bezorger van de Volledige Werken van Multatuli, zoals hij hem al eerder had opgevolgd als voorzitter van het Multatuli Genootschap. Willem Frederik Hermans had tot die tijd jaarlijks Stuiveling gehoond om het weer niet doen verschijnen van een nieuw deel van het verzameld werk. Nadien bekritiseerde Hermans regelmatig de annotaties van Van den Bergh. Als voorzitter van het Multatuli Genootschap zette Van den Bergh zich onder meer krachtig in voor het op instigate van uitgever Geert van Oorschot oprichten van een standbeeld van Multatuli, dat in 1987 werd onthuld. In 1992 werd Van den Bergh als voorzitter opgevolgd door J.J. Oversteegen
Van 1965 tot 1997 was Van den Bergh als toneelrecensent verbonden aan Het Parool. Onder het pseudoniem 'Paul Abbey' schreef hij columns voor NRC Handelsblad, onder 'Ten Braven' voor Vrij Nederland, onder 'Jansen en Tilanus' voor Het Parool en onder 'E.D. Dekker' voor het Algemeen Dagblad.
Van den Bergh was woordvoerder van het Republikeins Genootschap, dat zich inzet voor afschaffing van de Nederlandse monarchie.

## Publicaties

### Letterkunde en Cultuurwetenschap
- Kultuur en Kwaliteit . Inaugurele Rede Open Universiteit. Alphen aan den Rijn: Samson (1986) ISBN 90-14-03582-9
- Multatuli !: Bloemlezing uit Multatuli's werken. In samenwerking met Eep Francken en G.A. van Oorschot. Amsterdam: Stichting Collectieve Propaganda van het Nederlandse Boek (1987) ISBN 90-70066-65-3
- De Russen in mijn kast. Amsterdam: Van Oorschot (1990) ISBN 90-282-0763-5
- De last van leugens: essays over literatuur. Amsterdam: Van Oorschot (1991) ISBN 90-282-0765-1
- Kunst & Waarheid: Idealisme en symbolisme in de negentiende en twintigste eeuw. In samenwerking met anderen. Heerlen: Open Universiteit (1994) ISBN 90-358-1340-5
- Volledige werken van Multatuli, als sluitstuk: Deel XXV: Nagekomen brieven en dokumenten uit de jaren 1871-1886 en registers. In samenwerking met anderen (1995) Amsterdam: van Oorschot ISBN 90-282-0856-9
- Het Literaire Pleidooi - J.A. Dèr Mouw (2011)[2]

### Over het toneelspel
- Facetten van vijftig jaar Nederlands Toneel, 1920-1970. Samen met Gerrit Jan de Voogd e.a. Amsterdam: Moussault ISBN 90-226-1011-X
- Teksten voor toeschouwers: Inleiding in de dramatheorie. Muiderberg: Coutinho (1979/1991) ISBN 90-6283-540-6
- De sterren van de hemel: de kunst van het toneelspelen. Mmv Xandra Knebel. Amsterdam: Theater Instituut Nederland (2005) ISBN 90-70892-00-6

### Over monarchie en republiek
- Een over Oranje of de Republiek der Nederlanden Amsterdam, 1989. ISBN 90-282-0734-1
- De Republiek der Nederlanden: pleidooien voor het afschaffen van de monarchie. Samen met Tom Rooduijn e.a. Amsterdam, 1998 ISBN 90-234-3793-4
- Klein republikeins handboek. Samen met Pierre Vinken. Amsterdam, 2002 ISBN 90-5352-734-6
- Doe het niet, Alex! Alle redenen om voorgoed af te zien van het koningschap. Amsterdam, 2011

## Hans van den Bergh-lezing
Sinds 2014 wordt in samenwerking met de Republiek jaarlijks een lezing georganiseerd in gedachtenis van de idealen van Hans Van den Bergh. De lezingen worden gehouden in de Amstelkerk in Amsterdam.
- 2024: Jamal Ouariachi: De republiek en de kracht van het irrationele
- 2023: Maarten van Rossem: Een echte democratie verdient een republiek
- 2022: Nelleke Noordervliet: Een land dat een monarchie in stand houdt, in een land zonder zelfrespect
- 2020/2021: Geannuleerd wegens de coronacrisis
- 2019: Boris van der Ham: Over theater in de politiek
- 2018: Midas Dekkers, Midas Dekkers kijkt met de nuchtere blik van een bioloog naar de monarchie.
- 2017: Hedy d'Ancona, Hedy d'Ancona over de uitverkoop van het Nederlandse cultuurbeleid.
- 2016: Erik van Muiswinkel, Cabaratier Erik van Muiswinkel over God, Sinterklaas en Oranje
- 2015: Dik van der Meulen, De biograaf van Multatuli en Willem-III gaat op het leven van beide heren in.
- 2014: Anton van Hooff, Historicus Anton van Hooff bespreekt de Bataafse opstand als legitimatie van de Republiek der Verenigde Nederlanden.

## Over Van den Bergh
- Dik van der Meulen: 'Hans van den Bergh (Levensbericht)'. In: Jaarboek van de Maatschappij der Nederlandse Letterkunde te Leiden, 2012-2013, pag. 40-46. Volledige tekst